# Pyxinioides valettei
Pyxinioides valettei is een soort in de taxonomische indeling van de Myzozoa, een stam van microscopische parasitaire dieren. Het organisme komt uit het geslacht Pyxinioides en behoort tot de familie Uradiophoridae. Pyxinioides valettei werd in 1890 ontdekt door Nussbaum.